# Bárbara Micheline do Monte Barbosa
Bárbara Micheline do Monte Barbosa (Recife, 4 juli 1988) is een Braziliaans voetbalspeelster die als doelverdediger actief is bij CR Flamengo en de nationale ploeg van Brazilië.

## Statistieken
| Seizoen | Club          | Land      | Competitie | Wedstrijden | Doelpunten |
| ------- | ------------- | --------- | ---------- | ----------- | ---------- |
| 2009    | Sunnanå       | Zweden    | DAM        | 17          | 0          |
| 2010    | Sunnanå       | Zweden    | DAM        | 20          | 0          |
| 2013/14 | Cloppenburg   | Duitsland | FRB        | 4           | 0          |
| 2014    | Kindermann    | Brazilië  | BRW        | 13          | 0          |
| 2015    | Botafogo      | Brazilië  | BRW        | 3           | 0          |
| 2016    | Foz Cataratas | Brazilië  | BRW        | 5           | 0          |
| 2017    | Kindermann    | Brazilië  | BRW        | 15          | 0          |
| 2018    | Kindermann    | Brazilië  | BRW        | 14          | 0          |
| 2019    | Kindermann    | Brazilië  | BRW        | 19          | 0          |
| 2020    | Kindermann    | Brazilië  | BRW        | 17          | 0          |
| 2021    | Kindermann    | Brazilië  | BRW        | 11          | 0          |
| 2023    | Flamengo      | Brazilië  | BRW        | 15          | 0          |
| Totaal  | Totaal        | Totaal    | Totaal     | 153         | –          |

Laatste update: juli 2023

## Interlands
In 2006 speelde Bárbara met Brazilië O20 op het WK in Rusland. Volgens de FIFA speelde Bárbara, daar een beslissende factor op doel.
Bárbara komt sinds september 2007 uit voor het Braziliaans vrouwenelftal, As Canarinhas. Op de Olympische zomerspelen van 2008 in Beijing behaalde Bárbara de zilveren medaille, na een verloren finale tegen de USA. Na de finale verklaarde ze weg te gaan bij haar club, omdat ze al 6 maanden geen salaris had ontvangen bij haar club. Op de Olympische zomerspelen van 2012 in Londen, en de Olympische zomerspelen van 2016 in Rio de Janeiro, kwam ze ook uit voor het nationale elftal.
Ze maakte deel uit van de selectie van het Braziliaans elftal voor het Wereldkampioenschap voetbal vrouwen 2011, 2015, 2019 en 2023.